# Vaux-le-Pénil
Vaux-le-Pénil település Franciaországban, Seine-et-Marne megyében. Lakosainak száma 11 378 fő (2022. január 1.). Vaux-le-Pénil Maincy, Chartrettes, Livry-sur-Seine, Melun, La Rochette és Sivry-Courtry községekkel határos.

## Népesség
A település népessége az elmúlt években az alábbi módon változott:
| Lakosok száma | 10 764 | 11 039 | 11 221 | 11 062 | 10 985 | 11 101 | 11 102 | 11 174 | 11 378 |
|               | 2013   | 2015   | 2016   | 2017   | 2018   | 2019   | 2020   | 2021   | 2022   |